# グラールス
グラールス（Glarus）はスイスのグラールス州の基礎自治体（オルツゲマインデ） で同州の州都。リント川に面し、グレールニッシュの丘陵のふもとに位置する。人口は約5千8百人。1861年に大火に遭ったため、それ以前の建築物は少ない。林業、繊維、プラスチック、印刷が主要な産業。ネオ・ロマネスク様式の教会がシンボルである。

## 歴史
この町が最初に文献に登場するのは1178年である。1419年にリント谷の都となり、18世紀から19世紀にかけて産業が芽生えた。1894年にヨーロッパで初の労働者保護法がグラールスに導入され、1日12時間以上の労働が禁じられた。

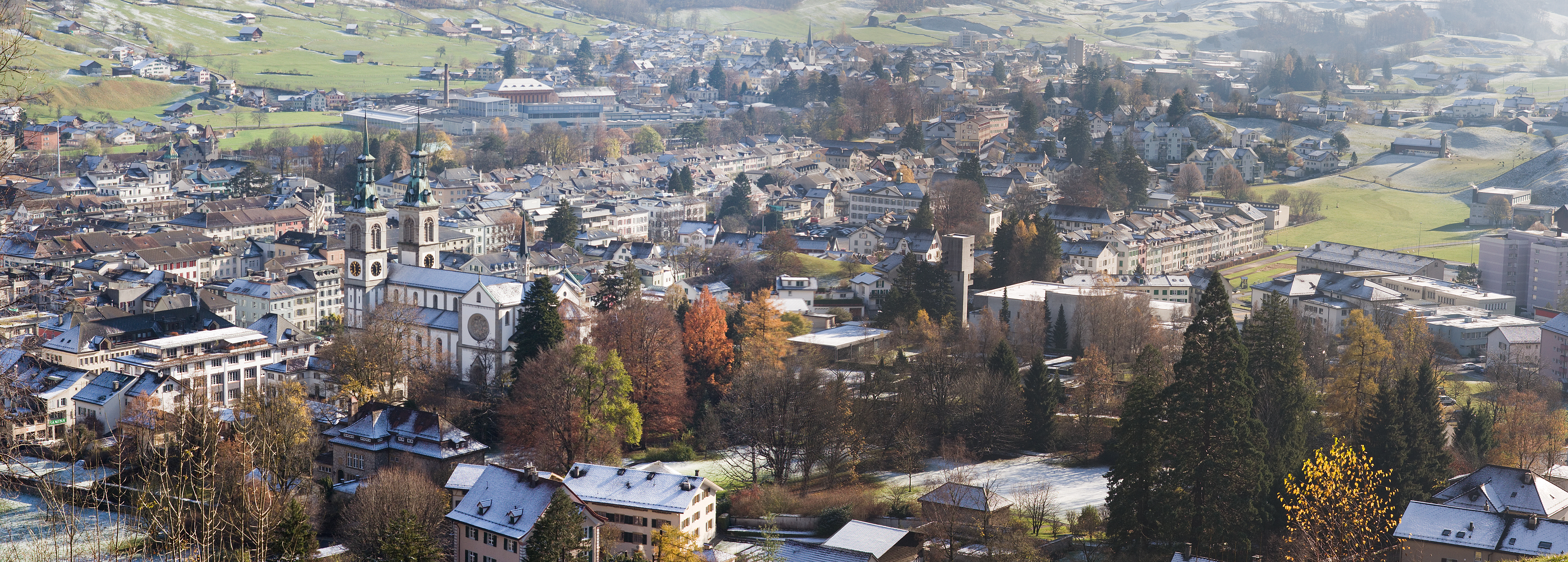
グラールスの眺め

## 姉妹都市
- コブルィン（ベラルーシ）
- ニュー・グララス (ウィスコンシン州)（アメリカ）
- ロジュニャヴァ（スロバキア）
- Biebrich(en)（ドイツ）[1]